# Calliphora mogii
Calliphora mogii är en tvåvingeart som beskrevs av Hiromu Kurahashi och Selomo 1998. Calliphora mogii ingår i släktet Calliphora och familjen spyflugor. Inga underarter finns listade i Catalogue of Life.